# جون كاهيل
جون كاهيل (بالإنجليزية: John Cahill)‏ هو لاعب كرة قاعدة أمريكي، ولد في 30 أبريل 1865 في سان فرانسيسكو في الولايات المتحدة، وتوفي في 31 أكتوبر 1901 في بليسانتون في الولايات المتحدة.

## وصلات خارجية
- جون كاهيل على موقعبيزبول رفرنس.كوم (الدوري الرئيسي) (الإنجليزية)
- جون كاهيل على موقعبيزبول رفرنس.كوم (الدوري الثانوي) (الإنجليزية)